# Stephan Portmann
Stephan Portmann (* 1. Januar 1933 in Langendorf SO; † 29. März 2003 in Panajachel, Guatemala) war ein Schweizer Medienpädagoge und Publizist. Er war der erste Leiter der Solothurner Filmtage.

## Leben
Portmann studierte Philosophie, Pädagogik, deutsche Literatur und Theaterwissenschaft in Bern und Paris und promovierte mit der Arbeit Das Böse – die Ohnmacht der Vernunft zum Dr. phil. Er war als Medienpädagoge am Lehrerseminar Solothurn, an der Universität Freiburg, an der Deutschen Film- und Fernsehakademie Berlin, an der Schule für Gestaltung Zürich sowie beim Schweizer Fernsehen DRS tätig. Er realisierte zahlreiche Filme, war Regieassistent bei Fredi M. Murers Film Bernhard Luginbühl (1966) und Mitautor verschiedener Filme von Gertrud Pinkus (u. a. Anna Göldin – Letzte Hexe).
Stephan Portmann war 1966 Mitinitiator der Solothurner Filmtage, die er bis 1987 als Präsident der Geschäftsleitung leitete. Er erhielt im Jahr 2000 den Preis für Film und Filmvermittlung des Kantons Solothurn.
Portmann war in erster Ehe (ab 1954) mit Johanna Maria Sieber, in zweiter Ehe (ab 1988) mit Gertrud Pinkus verheiratet.

## Publikationen
- Das Böse – Die Ohnmacht der Vernunft: Das Böse und die Erlösung als Grundprobleme in Schellings philosophischer Entwicklung. Meisenheim am Glan: Hain 1966.
- Der neue Schweizerfilm (1965–1985): Ein Studienbericht zur Analyse ausgewählter Spiel- und Dokumentarfilme. Öffentliche soziale Kommunikation: Reihe Werkpapiere 26. Freiburg (Schweiz) 1992.